# Бюргалес
Бюргале́с (фр. Burgalays, окс. Burgalais) — коммуна во Франции, находится в регионе Юг — Пиренеи. Департамент — Верхняя Гаронна. Входит в состав кантона Сен-Беа. Округ коммуны — Сен-Годенс.
Код INSEE коммуны — 31092.

## География
Коммуна расположена приблизительно в 680 км к югу от Парижа, в 105 км к юго-западу от Тулузы.
На северо-западе коммуны протекает река Пик. Большую часть территории коммуны занимают леса.

## Климат
Климат умеренно-океанический. Зима мягкая и снежная, весна характеризуется сильными дождями и грозами, лето сухое и жаркое, осень солнечная. Преобладают сильные юго-восточные и северо-западные ветры.

## Население
Население коммуны на 2010 год составляло 131 человек.
| 1962 | 1968 | 1975 | 1982 | 1990 | 1999 | 2010 |
| ---- | ---- | ---- | ---- | ---- | ---- | ---- |
| 134  | 121  | 112  | 97   | 113  | 115  | 131  |

## Экономика
В 2010 году среди 82 человек трудоспособного возраста (15—64 лет) 63 были экономически активными, 19 — неактивными (показатель активности — 76,8 %, в 1999 году было 71,6 %). Из 63 активных жителей работали 58 человек (30 мужчин и 28 женщин), безработных было 5 (1 мужчина и 4 женщины). Среди 19 неактивных 3 человека были учениками или студентами, 9 — пенсионерами, 7 были неактивными по другим причинам.

## Достопримечательности
- Церковь Сент-Коломб
- Часовня Св. Андрея

## Фотогалерея

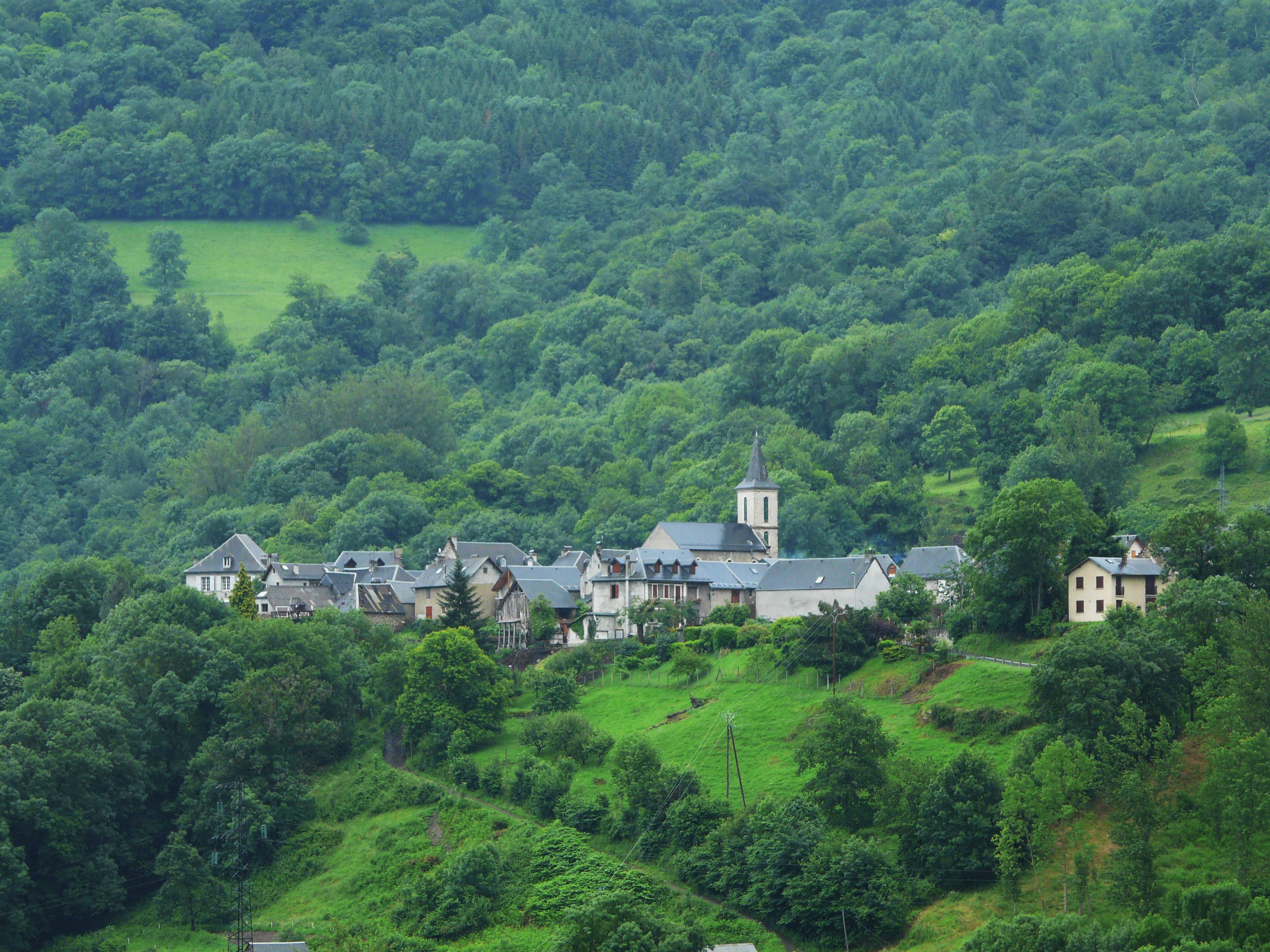
Бюргалес
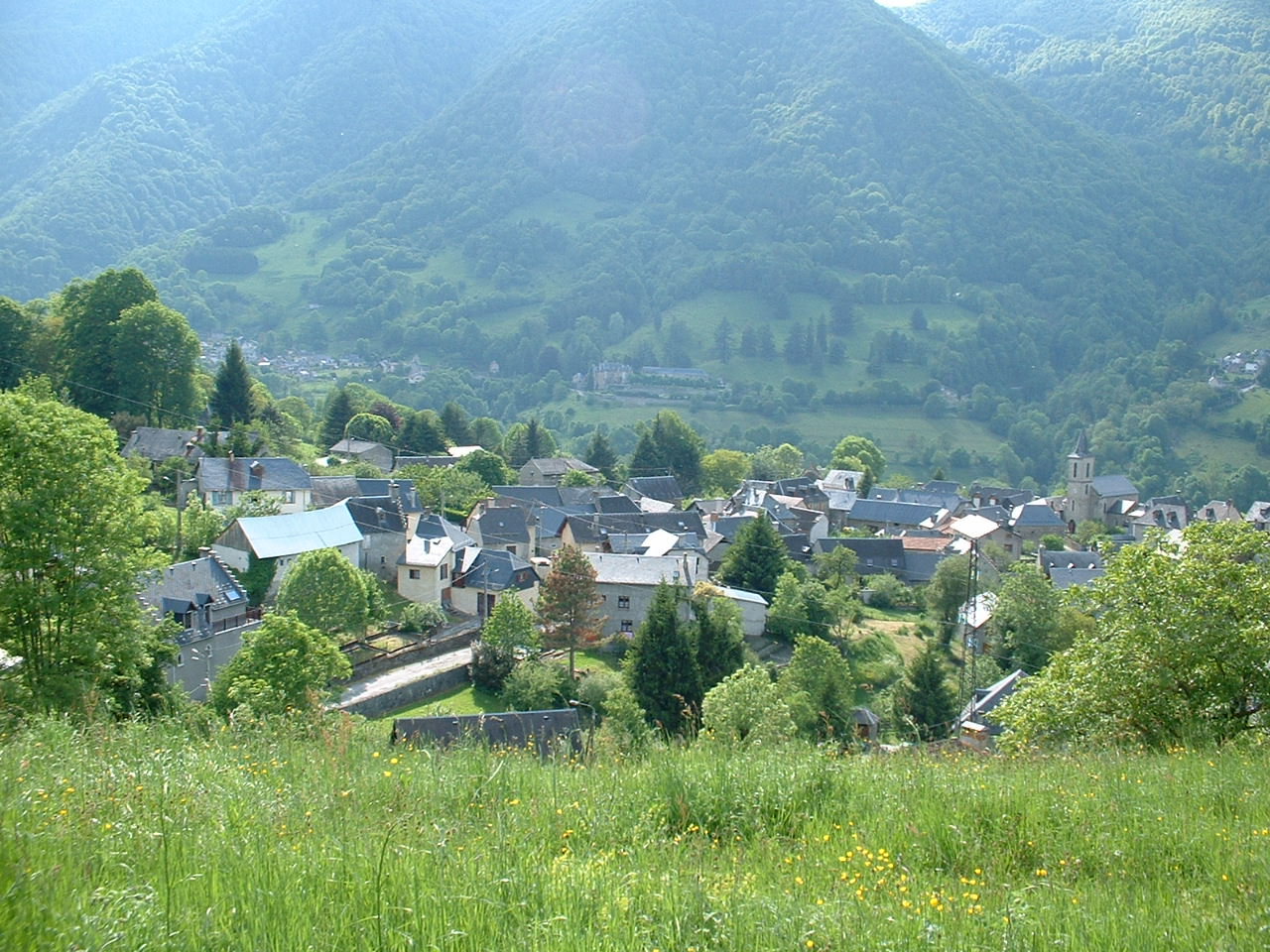
Бюргалес
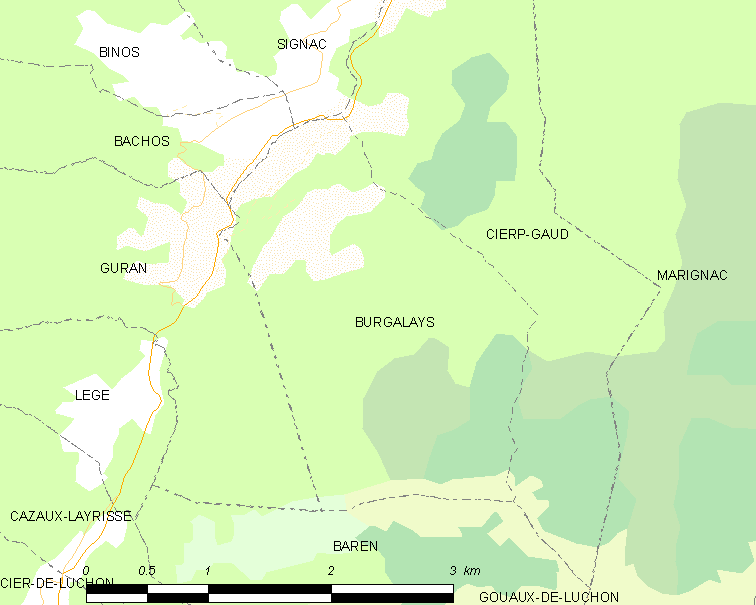
Карта коммуны